# Folleville (Eure)
Folleville è un comune francese di 193 abitanti situato nel dipartimento dell'Eure nella regione della Normandia.

## Società

### Evoluzione demografica
Abitanti censiti